# Тарантюк Стефанія Львівна
Стефанія Львівна Тарантюк (18 листопада 1906,Фитьків, Надвірнянський повіт,Станіславівський округ, Королівство Галичини та Володимирії, Австро-Угорщина   — 25 жовтня 1945, Негівці, Войнилівський район, Станіславівська область, УРСР)— слуга Божа греко-католицької церкви.

## Життєпис
Народилася 18 листопада 1906 року в с. Фитьків на Надвірнянщині, в сім'ї греко-католицького священника о. Лева Левицького (1863 - 1929) та  Теодори Макаревич (1873 - 1940).
7 листопада 1928 року вийшла заміж за о.Юліана Тарантюка. Починають спільне життя на парохії с. Лукавиця Нижня біля Стрия, де народила трьох доньок: Мирославу (1930-2022), Дарію (1932 - 2024) та Любомиру (1934-2013).   У 1936 році о. Юліан отримує парохію в с. Негівці Станиславівського воєводства, де народився син Богдан (1936-2014) 
25 жовтня 1945 року невідомий у формі радянського солдата смертельно поранив п. Стефанію. Куля, призначена о. Юліанові,забрала життя матері 4-х дітей. Невідомий утік, а поранена, стікаючи кров’ю, прожила ще 4 години. Похована була в с. Негівцях, згодом перепохована у м.Надвірна на новому цвинтарі. Могила належить до пам'ятки історії та мистецтва Івано-Франківської області під номером 2083.  

#### Беатифікаційний процес
Від 2001 року триває беатифікаційний процес прилучення Стефанії Тарантюк до лику блаженних.

## Галерея

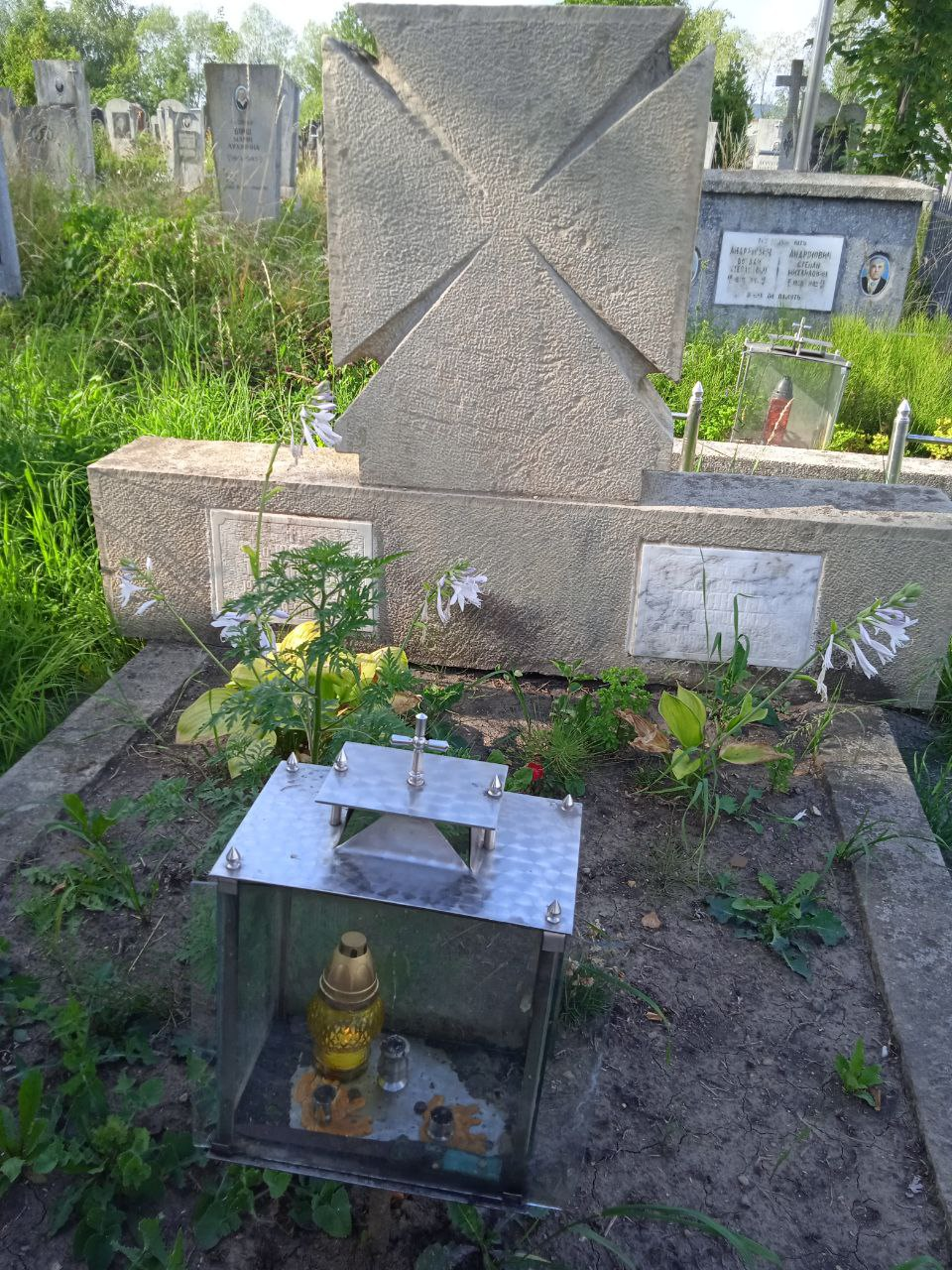
Надгробок
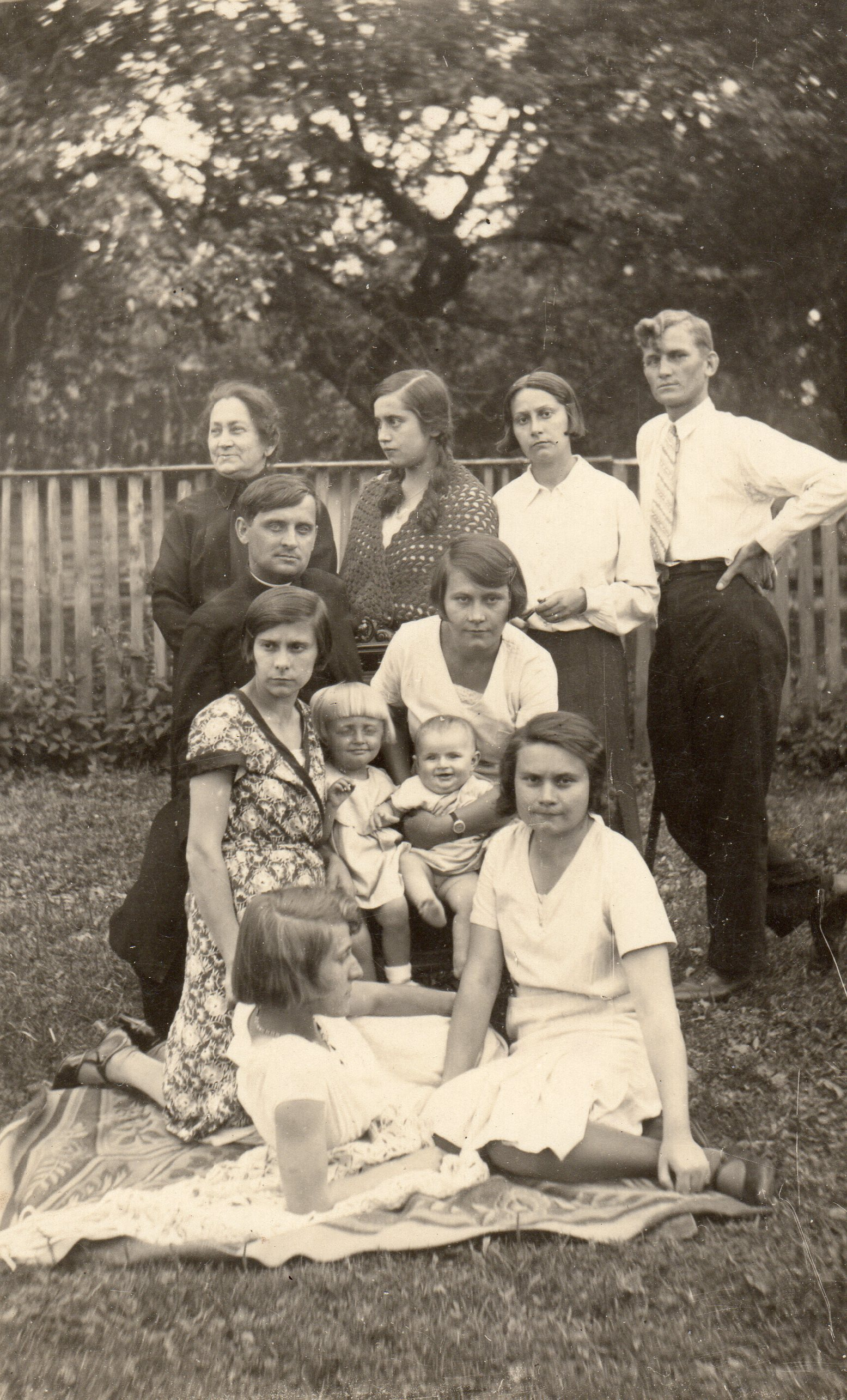
родина